# Griechischer Salbei
Der Griechische Salbei (Salvia fruticosa), auch Dreilappiger Salbei genannt, ist eine Pflanzenart aus der Gattung Salbei (Salvia) in der Familie der Lippenblütler (Lamiaceae). Der aromatisch duftende Strauch oder Halbstrauch wird als Heil- und Gewürzpflanze und selten auch als Zierpflanze verwendet. Er ist im mittleren und östlichen Mittelmeerraum beheimatet. In Mitteleuropa ist er nur bedingt winterhart.

## Beschreibung

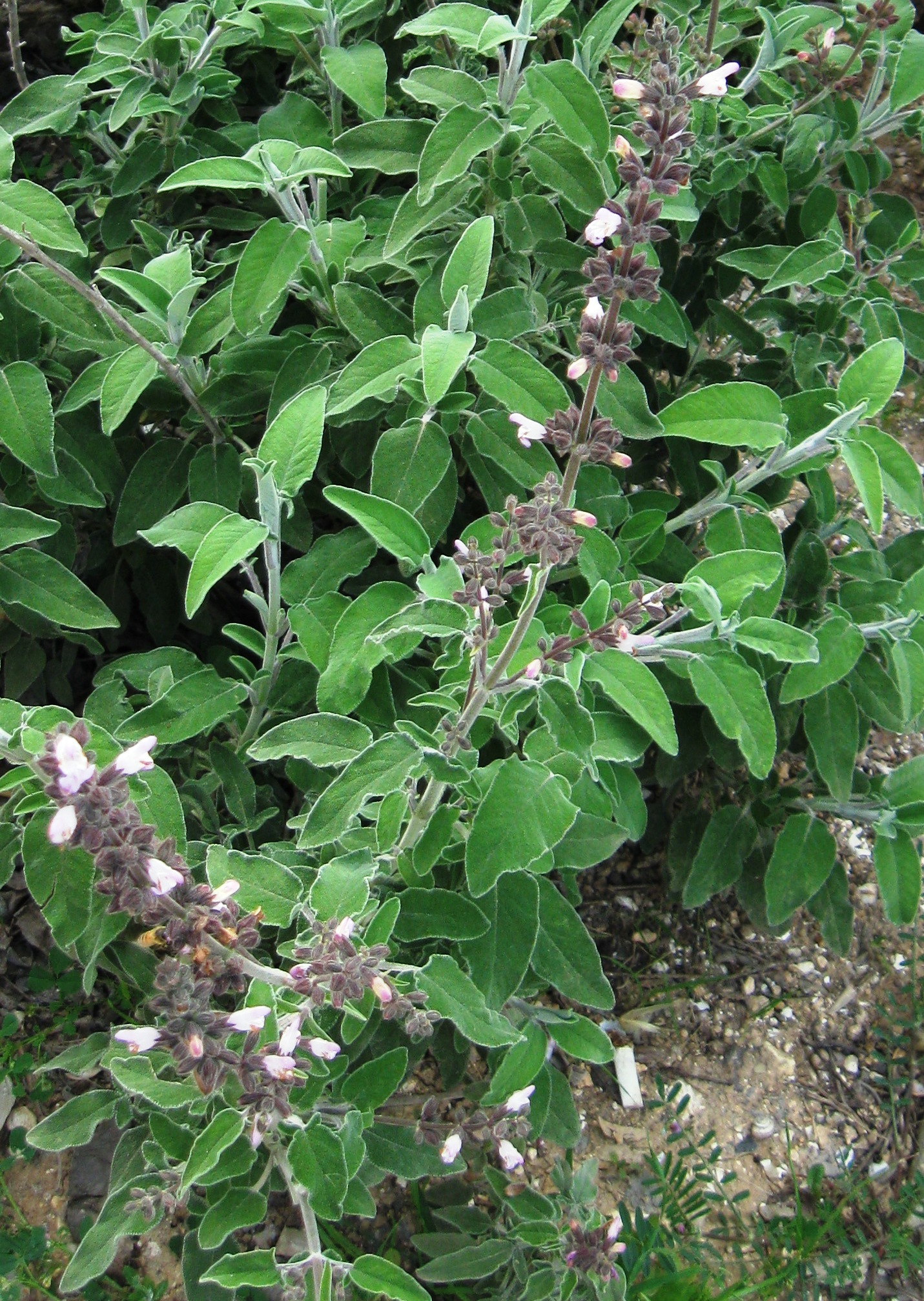
Habitus, Laubblätter und Blütenstände

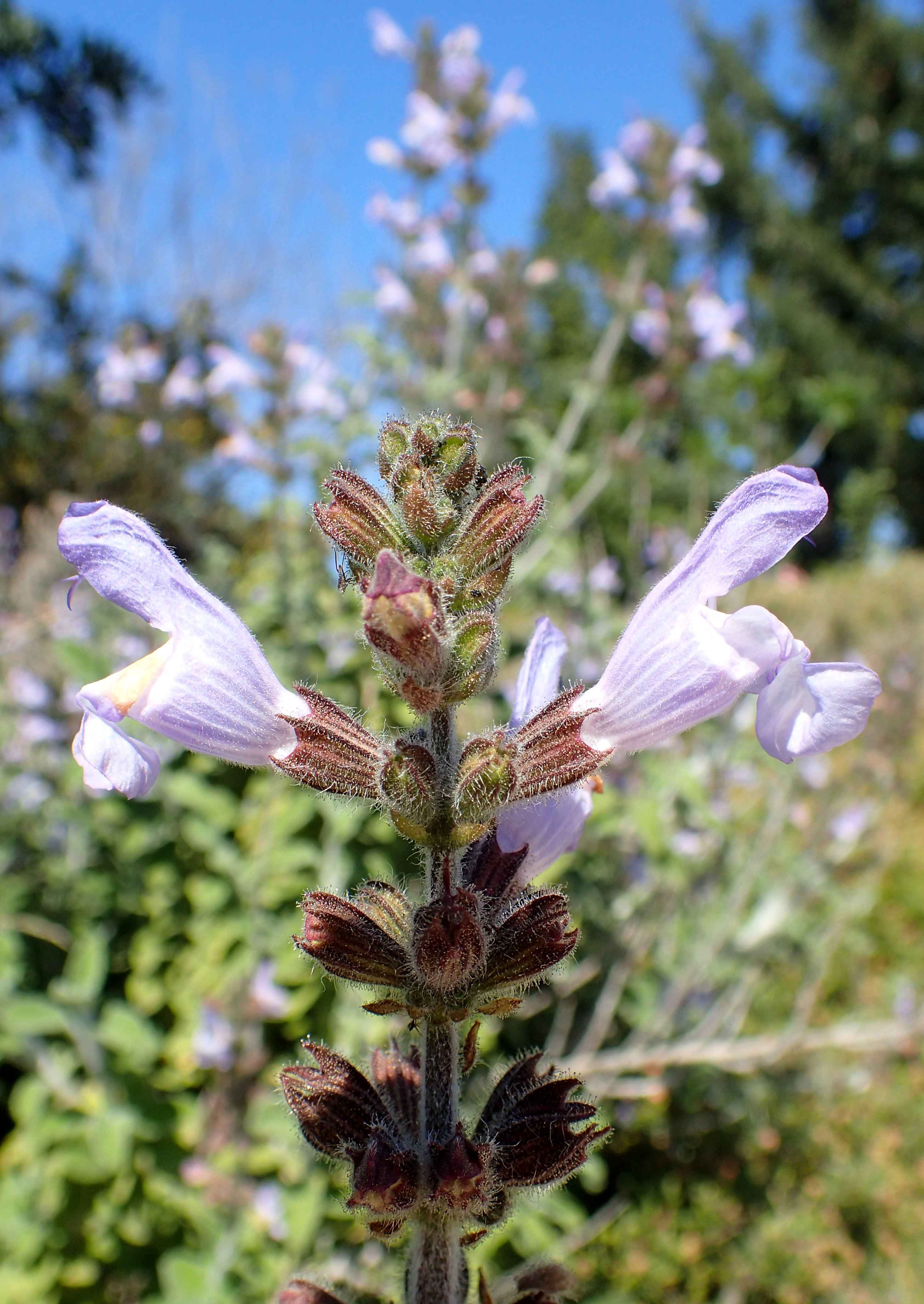
Ausschnitt eines Blütenstandes

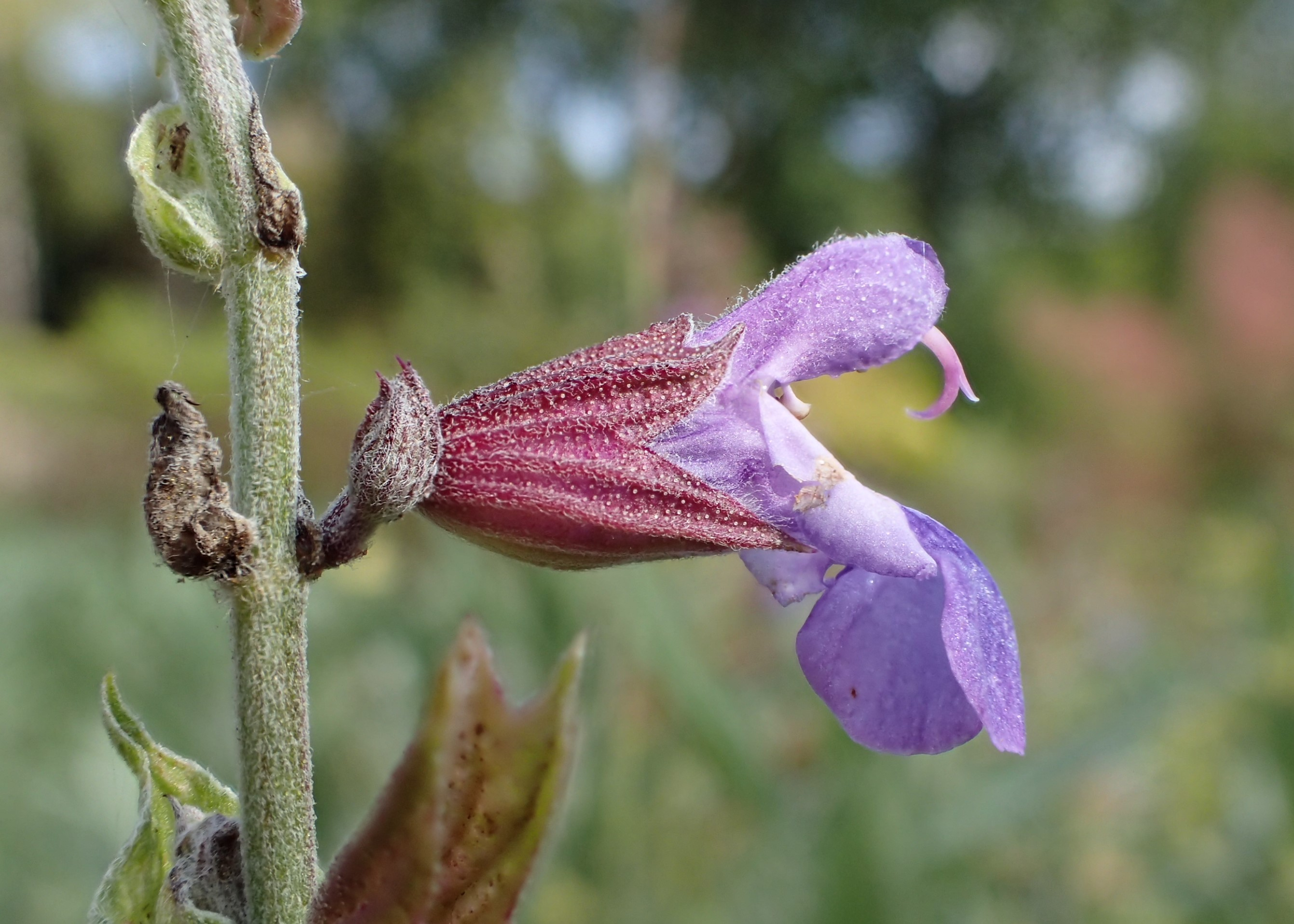
Zygomorphe Blüte im Detail

### Vegetative Merkmale
Der Griechische Salbei ist ein aromatisch nach Lavendel duftender, stark verzweigter, immergrüner Strauch oder Halbstrauch, der am Naturstandort Wuchshöhen von 0,3 bis 1,5 Metern erreicht. Die kräftigen, aufrechten Stängel sind anfangs graufilzig behaart, später zum oberen Ende hin drüsig behaart und klebrig.
Die kreuzgegenständig angeordneten Laubblätter sind in Blattstiel und Blattspreite gegliedert. Die Blattspreite einfach oder geteilt mit drei oder fünf Blattabschnitten. Die Blättchen sind bei einer Länge von bis zu 5 Zentimetern schmal-eiförmig. Die seitlichen Blättchen sind meist wesentlich kürzer. Die Blättchen sind oberseits grün und runzelig, unterseits graufilzig und haben meist einen gewellten, fein gekerbten Blattrand.

### Generative Merkmale
Die Blütezeit am Naturstandort reicht von März bis Juni. Der end- oder seitenständige, aufrechte, bis 30 Zentimeter lange traubige Blütenstand enthält isolierte Scheinquirle mit jeweils zwei bis sechs Blüten.
Die zwittrige Blüte ist zygomorph und fünfzählig mit doppelter Blütenhülle. Der 5 bis 8 Millimeter lange, braunrote, oft purpurfarben überlaufene, glockige Blütenkelch ist drüsig oder einfach behaart mit 1 bis 2 Millimeter langen Kelchzähnen. Die blauviolette bis rosafarbige, selten weiße Blütenkrone ist 16 bis 25 Millimetern lang mit gerader oberer Kronlippe und nach unten gewölbter unterer Kronlippe.
Anders als beim Apfeltragenden Salbei vergrößern sich die Kelchblätter bis zur Fruchtreife nicht. Es werden kleine, schwarze Klausenfrüchte gebildet.

### Phänotypische Variation
Vom Griechische Salbei existieren in den verschiedenen geographischen Regionen phänotypische Varianten in Bezug auf die Behaarung, Höhe, Blattform und Länge des Blütenstands. So haben beispielsweise Pflanzen im feuchteren, westlichen Teil Kretas einfache, ganzrandige Blätter mit flacher Blattspreite und dunkelgrüner Oberseite, während die Pflanzen auf der östlichen Seite der Insel, wo es im Durchschnitt trockener, sonniger und heißer ist, viel kleinere, dreizählig gefiederte Blätter mit gelblich-grüner Blattspreite und gewelltem Blattrand besitzen. Diese und weitere Übergangsvarianten existieren auch in anderen Regionen bei vergleichbaren klimatischen Unterschieden.

### Chromosomensatz
Die Chromosomenzahl beträgt 2n = 14.

## Ökologie
Blütenökologisch besitzt Salvia fruticans vormännliche „eigentliche Lippenblumen“, die Nektar und Pollen anbieten. Als Bestäuber dienen vor allem Bienen.
An Naturstandorten im Nahen Osten entwickelt der Griechische Salbei häufig Galläpfel von etwa 2,5 Zentimeter Durchmesser. Nach griechischer und arabischer Tradition werden diese „Äpfel“ (Habb el mariamiya) geschält und gegessen, wenn sie noch grün sind, und gelten als schmackhaft. In der Wissenschaft dachte man lange, dass die Bildung von Pflanzengalle auf den Apfeltragenden Salbei beschränkt sei, was zur falschen Artbestimmung vieler gallentragender Salbeipflanzen führte. Im Jahr 2001 wurde entdeckt, dass die Galläpfel an Salvia fruticosa durch eine zuvor unentdeckte Gallwespenart Rhodus cyprius verursacht werden.

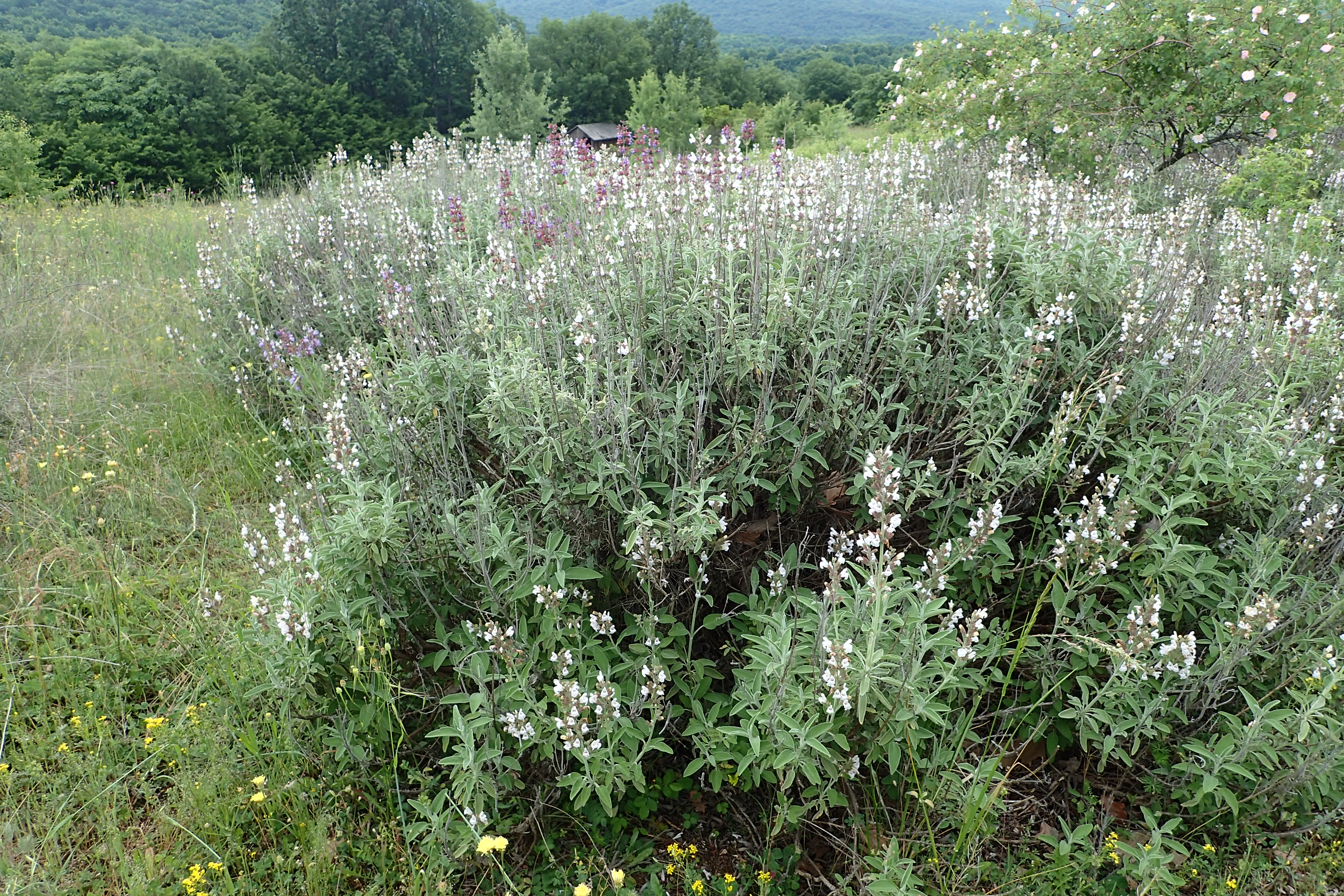
Habitus

## Vorkommen
Salvia fruticosa ist im mittleren und östlichen Mittelmeerraum weit verbreitet und teilweise bestandsbildend. Das natürliche Verbreitungsgebiet erstreckt sich von Italien einschließlich Sizilien nach Osten über Albanien, Griechenland einschließlich Kreta und der anderen Ägäischen Inseln, Zypern, Türkei, Syrien, Libanon, Israel und Palästina bis nach Jordanien. Auch im nordöstlichen Libyen gibt es natürliche Vorkommen. Darüber hinaus wurde der Griechische Salbei schon in der Antike durch den Menschen verbreitet und kommt in Marokko, Algerien, Portugal und Spanien sowie auf den Kanarischen Inseln und auf Madeira vor.
Der Griechische Salbei besiedelt sonnige, eher magere, steinige Standorte der mediterranen Strauchlandschaften (Macchien, Garigues, Phrygana), Felstriften und Halbsteppengebüsche auf kalkreichen Böden. Der Griechische Salbei ist häufig mit der Dornigen Bibernelle, der Kretischen Zistrose, der Salbeiblättrigen Zistrose und anderen Sträuchern der Phrygana vergesellschaftet.

## Verwendung
Die medizinische und kulinarische Nutzung des Griechischen Salbeis hat in Griechenland seit über 3.000 Jahren Tradition. Eine Pflanzendarstellung auf einem minoischen Fresko in Knossos, das auf etwa 1400 v. Chr. datiert wird, zeigt vermutlich den Griechischen Salbei. Die Phönizier und Griechen der Antike führten den Griechischen Salbei wahrscheinlich schon im 6. Jahrhundert v. Chr. zum Anbau auf der Iberischen Halbinsel ein, wo der Griechische Salbei bis heute in einigen Küstengebieten verbreitet ist. Theophrast, Dioskurides und andere antike Autoren verwendeten den allgemeinen Pflanzennamen elelisphakos, der häufig mit Gartensalbei übersetzt wird, aber vermutlich auch den Griechischen Salbei und den Apfeltragenden Salbei meint.
Der Griechische Salbei ist eine Heil- und Gewürzpflanze, die häufig anstelle des Echten Salbeis verwendet wird. Frische und getrocknete Blätter können bei der Zubereitung von Speisen mitgegart und ausgebacken werden. Das Aroma gilt allerdings für die Speisezubereitung (ähnlich wie das Aroma des Spanischen Salbeis) als weniger hochwertig wie das des Echten Salbeis. Weit verbreitet ist die Nutzung der Blätter für Kräutertees, beispielsweise als chanomilia in Zypern und zusammen mit Blättern des Apfeltragenden Salbeis als faskómelo in Griechenland. Angeblich stammen in vielen Ländern 50 bis 95 % der handelsüblichen getrockneten Salbeiblätter vom Griechischen Salbei.
Der Tee aus den Blättern des Griechischen Salbeis wird ähnlich dem des Echten Salbeis zum Spülen des Mund- und Rachenraumes und innerlich bei Grippe, Husten, rheumatischen Beschwerden und Magen-Darm-Beschwerden genutzt. Die traditionelle medizinische Nutzung umfasst die Behandlung von Krankheiten wie Erkältung, Grippe und Husten (Türkei), rheumatische Beschwerden (Nordafrika, Palästina), Magen-Darm-Geschwüre, Herzbeschwerden, Kreislaufprobleme und Unruhezustände (Palästina, Jordanien, Spanien), Nieren- und Gallensteine, Appetitlosigkeit (Türkei), Wunden, Schwellungen und Ödeme (Palästina, Jordanien, Spanien).
Der Griechische Salbei wird kommerziell vor allem zur Gewinnung des Griechischen Salbeiöls angebaut. Dieses ätherische Öl enthält 40–60 % Cineol (Eucalyptol), 5–6 % Thujon, 1,5–24 % Campher, verschiedene Flavonoide (darunter das artspezifische Salvigenin) und salbeitypische Gerbstoffe wie Rosmarinsäure und Diterpen-Bitterstoffe wie Carnosol. Im Griechischen Salbeiöl dominiert also Cineol, das schleimlösend, antiseptisch und herzstimulierend wirkt, während nur wenig vom giftigen Thujon enthalten ist. Dagegen enthält das ätherische Öl aus Blättern des Echten Salbeis u. a. nur 5–15 % Cineol, aber 20–60 % Thujon und 20–35 % Campher. Neben der medizinischen Nutzung wird das nach Lavendel duftende Griechische Salbeiöl auch zur Verfälschung des Lavendelöls von Lavandula latifolia verwendet.
Trotz seines aromatischen Duftes und seiner Toleranz gegenüber Trockenheit wird der Griechische Salbei bisher nur selten als Zierpflanze genutzt. Er kann beispielsweise in Kräutergärten sowie in Steinanlagen und Felssteppen mit trockenem Boden gepflanzt werden und passt gut zu Rosmarin, graublättrigem Strauch-Wermut und blaugrün belaubter Walzen-Wolfsmilch. Der Griechische Salbei gilt als bedingt winterhart. Angaben zur Winterhärte variieren zwischen −7 °C (Zone 9a) und −12 °C (Zone 8a). Da der Griechische Salbei in kalten Wintern zurückfriert, erreicht er in Mitteleuropa meist nur eine Höhe von 60–75 cm.

## Systematik
Die Erstveröffentlichung von Salvia fruticosa erfolgte 1768 durch Philip Miller in The Gardeners Dictionary. Sie wurde 1782 auch von Carl von Linné dem Jüngeren in Supplementum Plantarum beschrieben und heißt dort Salvia triloba. Später wurde klar, dass sie mit Salvia fruticosa identisch ist. Der artspezifische Namensteil fruticosa bedeutet „buschig, strauchig“. Das Synonym triloba bedeutet „dreilappig“ und spielt hier auf die geteilten Laubblätter an, die meist aus drei Blättchen bestehen. Der von Miller vergebene Name ist nach den formalen Regeln der Erstbeschreibung bindend.
Aufgrund des Formenreichtums von Salvia fruticosa sind viele Arten beschrieben worden, deren Namen nur als Synonyme gelten. Synonyme für Salvia fruticosa Mill. sind: Salvia baccifera Etl., Salvia clusii Jacq., Salvia cypria Unger & Kotschy, Salvia incarnata Etl., Salvia triloba L. f., Salvia libanotica Boiss. & Gaill., Salvia lobryana Azn., Salvia sipylea Lam., Salvia clusii Jacq., Salvia marrubioides Vahl, Salvia ovata F.Dietr., Salvia sypilea Lam., Salvia subtriloba Schrank, Salvia thomasii Lacaita, Sclarea triloba (L. f.) Raf., Salvia triloba var. calpeana Dautez & Debeaux in J.O.Debeaux, Salvia triloba var. subhastata H.Lindb., Salvia fruticosa subsp. cypria (Unger & Kotschy) Holmboe, Salvia triloba subsp. libanotica (Boiss. & Gaill.) Holmboe, Salvia triloba subsp. calpeana (Dautez & Debeaux) P.Silva, Salvia fruticosa subsp. cypria (Unger & Kotschy) Holmboe, Salvia fruticosa subsp. thomasii (Lacaita) Brullo et al.).
Der Griechische Salbei (Salvia fruticosa) ist eng mit dem Echten Salbei (Salvia officinalis) und dem Spanischen Salbei verwandt. So bildet Salvia fruticosa in Südeuropa mit Salvia officinalis eine natürliche Hybride, die 1768 als Salvia ×auriculata Mill. beschrieben wurde. Ebenfalls aus Salvia officinalis × Salvia fruticosa wurde in Israel eine Hybride für den kommerziellen Anbau gezüchtet. Diese heißt dort Salvia Newe Ya'ar' und Silver leaf sage, soll ein gutes Aroma besitzen und wird als Gewürz verwendet. Sie wird vegetativ vermehrt und eignet sich im Gegensatz zu den Ursprungsarten auch für feuchtwarme Standorte.